# 隆托什·米哈伊
隆托什·米哈伊（匈牙利語：Lantos Mihály，1928年9月29日—1989年12月31日），匈牙利男子足球运动员，司职后卫。他曾代表匈牙利参加1952年夏季奥林匹克运动会足球比赛，获得一枚金牌。